# Why We Fight
(Winston Churchill)
1. Preludio alla guerra (Prelude to War) (1942)
2. L'attacco nazista (The Nazis Strike) (1942)
3. Dividi e conquista (Divide and Conquer) (1943)
4. La battaglia d'Inghilterra (The Battle of Britain) (1943)
5. La battaglia di Russia (The Battle of Russia) (1943)
6. La battaglia della Cina (The Battle of China) (1944)
7. La guerra arriva in America (War Comes to America) (1945)

Why We Fight (in italiano Perché combattiamo) è una serie di sette film di propaganda realizzati fra il 1942 e il 1945, durante la seconda guerra mondiale, commissionati dal governo degli Stati Uniti, prodotti dal Dipartimento della Guerra (più precisamente dalla Special Service Division in collaborazione con gli U.S. Army Signal Corps) e supervisionati dal regista hollywoodiano Frank Capra.
Indirizzati esclusivamente ai membri delle forze armate statunitensi, per informarli sui motivi del coinvolgimento del loro Paese nella guerra, solo in un secondo tempo sono stati utilizzati dall'Office of War Information - Bureau of Motion Pictures anche quale mezzo di propaganda interno, rivolto al pubblico americano, per convincerlo della necessità di sostenere l'intervento bellico.
Questa la dichiarazione d'intenti nei titoli di testa:
Mentre così si è espresso Capra, in merito all'obiettivo di questi documentari divulgativi:

## Riprese
Come viene esplicitato nei titoli di testa, i film in buona parte sono costituiti da materiale di repertorio: «Most of the scenes in this picture were obtained from American newsreels, official United Nations films, and enemy motion pictures now possessed by the War Department». Capra, assistito da una troupe di esperti professionisti di Hollywood, registi e montatori, a suo stesso dire non ha "diretto" nulla, si è trattato invece di un impegnativo lavoro di montaggio di filmati preesistenti (found footage), compresi quelli realizzati dai paesi nemici, abilmente invertiti di "segno", da autocelebrativi ad autoaccusatori.
Le mappe animate sono invece state realizzate appositamente dagli studios della Disney.

## Citazioni
I film contengono dichiarazioni di importanti personalità politiche statunitensi dell'epoca.
(Henry L. Stimson - Secretary of War)
(Henry A. Wallace - Vicepresidente degli Stati Uniti, New York, 8 maggio 1942)
(George C. Marshall, Capo di Stato Maggiore dell'Esercito degli Stati Uniti)

## Riconoscimenti
Il primo episodio della serie, Preludio alla guerra, ha ottenuto nel 1943 l'Oscar al miglior documentario, a pari merito con altre tre opere analoghe, fra cui The Battle of Midway di John Ford.
Nel 1945 Frank Capra è stato insignito della Distinguished Service Medal, in riconoscimento del servizio reso al proprio Paese d'adozione.
Nel 2000 l'intera serie è stata inclusa fra i film conservati nel National Film Registry della Biblioteca del Congresso degli Stati Uniti.

## Gli "altri"Why We Fight
Vista l'efficacia dell'espressione Why We Fight, nell'uso comune si è estesa a identificare non solo questa serie, ma in generale i film di propaganda statunitensi della Seconda guerra mondiale, quali ad esempio Know Your Ally: Britain (1944) e Know Your Enemy: Japan (1945).